# BMW Sauber
BMW Sauber var ett tyskt formel 1-stall som debuterade säsongen 2006.  Stallet tillkom genom att BMW Motorsport tog över aktiemajoriteten i schweiziska Sauber, som därmed upphörde.

## Historik

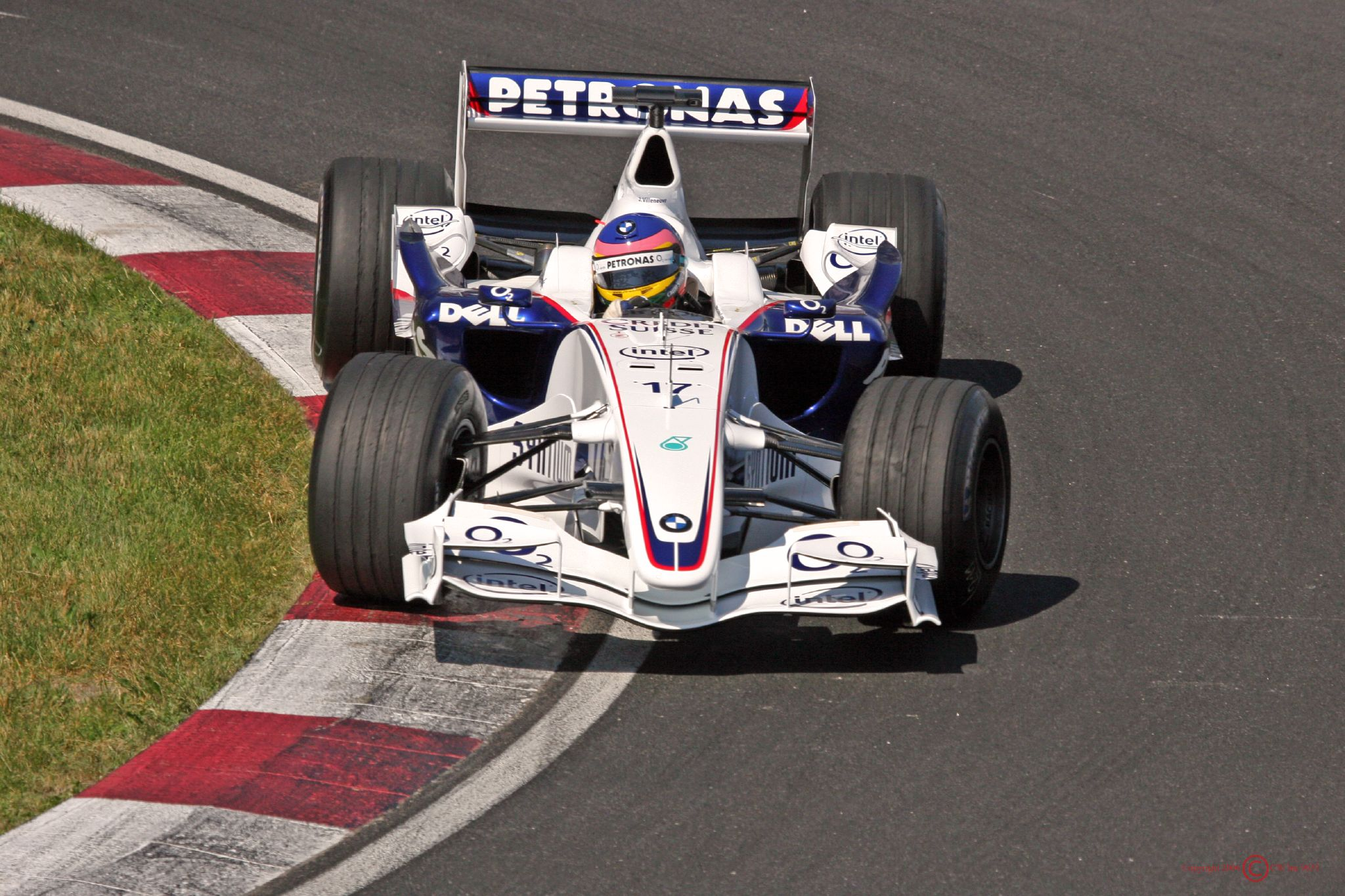
Jacques Villeneuve i en BMW Sauber.

BMW hade också ett formel 1-stall under 1960-talet. Man körde då två lopp i Lola-BMW, Tysklands Grand Prix 1967 och 1968. Det första fick man bryta och i det andra kom man tia. Säsongen 2006 slutade det nya BMW-stallet femma i konstruktörsmästerskapet och 2007 blev man tvåa efter Ferrari. Säsongen 2008 var BMW på allvar med i toppstriden och slutade trea i konstruktörsmästerskapet.
I juli 2009 meddelade BMW att man kommer lägga ner stallet efter säsongen 2009, på grund av det finansiella läget och det sportsliga misslyckandet. BMW skrev i ett pressmeddelande "Det var ett tufft beslut men en nödvändighet. Det här är ett led i BMW:s omorganisation".

### Snabbaste varv

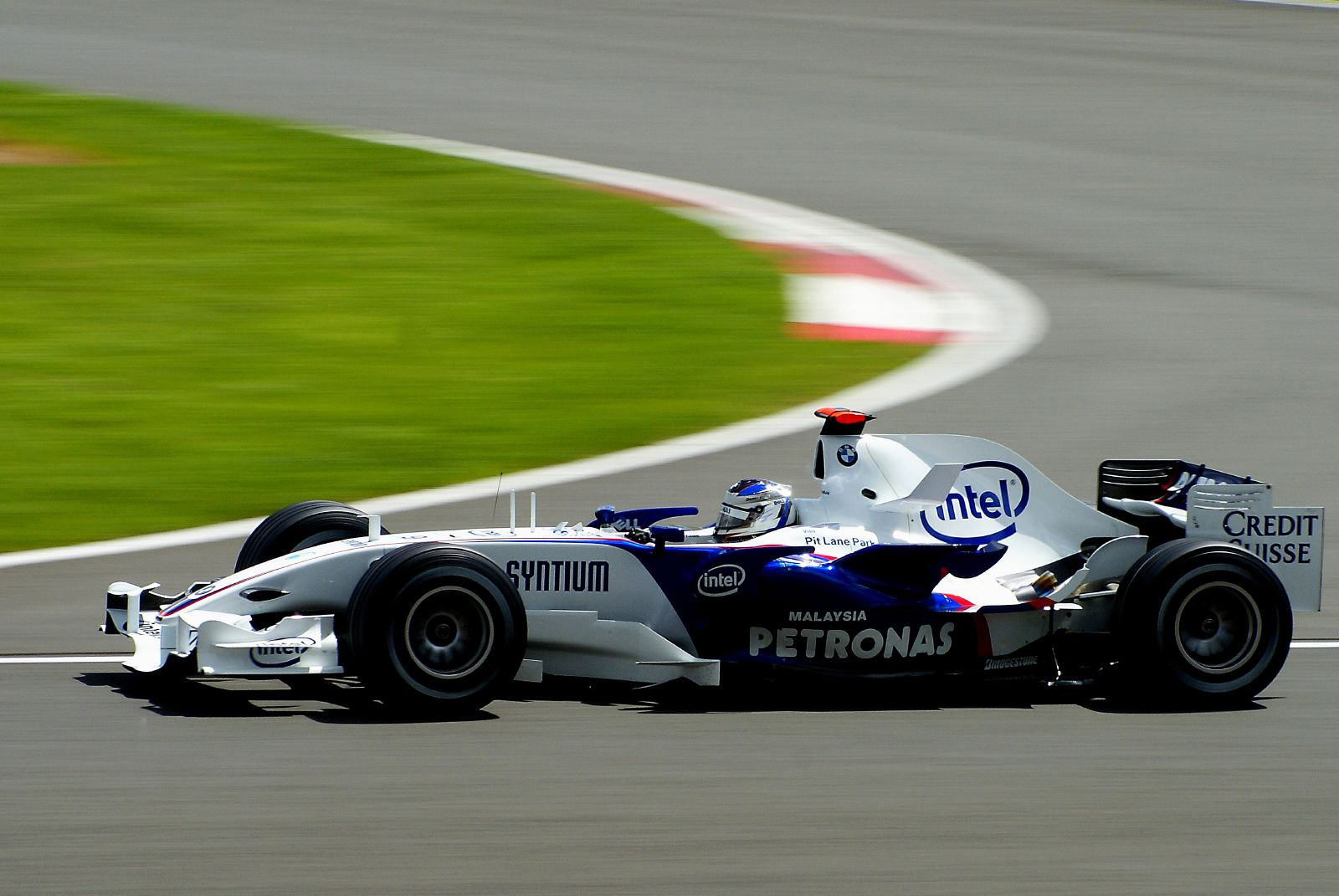
Nick Heidfeld i en BMW Sauber.

## F1-säsonger
| Säsong | Tävlingsnamn       | Bil       | Motor        | Däck | Poäng | VM-plac. | Förare 1      | Förare 2                         |
| ------ | ------------------ | --------- | ------------ | ---- | ----- | -------- | ------------- | -------------------------------- |
| 1967   | BMW AG München     | Lola T100 | BMW 2.0 L4   | -    | 0     | -        | Hubert Hahne  |                                  |
| 1968   | BMW AG München     | Lola T102 | BMW 2.0 L4   | -    | 0     | -        | Hubert Hahne  |                                  |
| 2006   | BMW Sauber F1      | BMW F1.06 | BMW P86 V8   | M    | 36    | 5:a      | Nick Heidfeld | Robert Kubica Jacques Villeneuve |
| 2007   | BMW Sauber F1 Team | BMW F1.07 | BMW P86/7 V8 | B    | 101   | 2:a      | Nick Heidfeld | Robert Kubica Sebastian Vettel   |
| 2008   | BMW Sauber F1 Team | BMW F1.08 | BMW P86/8 V8 | B    | 135   | 3:a      | Nick Heidfeld | Robert Kubica                    |
| 2009   | BMW Sauber F1 Team | BMW F1.09 | BMW P86/9 V8 | B    | 36    | 6:a      | Robert Kubica | Nick Heidfeld                    |

| 1. Kanada 2008                    | 1. Bahrain 2008 | \| 1. Malaysia 2008 2. Tyskland 2008 \| |
|                                   |                 |                                         |
| 1. Malaysia 2008 2. Tyskland 2008 |                 |                                         |

## Sponsorer
Stallets sponsorer/partners var Bridgestone, Credit Suisse, Dell, Deutsche Telekom, FxPro, Gauteng Motorsport Company, Intel, Petronas och Puma.

## Motortillverkaren
BMW tillverkar motorerna till BMW Sauber men har tidigare levererat motorer till ett stort antal fabriksstall och privata stall under perioder sedan 1950-talet. Större stall som Benetton, Brabham och Williams har tävlat med BMW-motorer. Störst framgång hade BMW när Nelson Piquet vann förarmästerskapet i en Brabham-BMW säsongen 1983.